# Carl Peter Schleich
Carl Peter Schleich, född 11 juni 1820 i München, död efter 1867, var en tysk kopparstickare och topograf.
Han var son till litografen Karl Schleich den yngre. Schleich fick delar av sin utbildning av sin far. Schleich kom till Stockholm via Berlin 1859 och anställdes vid Topografiska kåren för att utföra kartor bland annat utförde han en karta över Älvsborgs län 1860. Som konstnär medverkade han i Allmänna industriutställningen i Stockholm 1866 med motiv från Stockholm på graverad kopparplåt. Han lämnade Sverige 1887 för att återvända till München. I Tyskland har han blivit känd för sina venetianska vedutor.  